# ژاک امیو
ژاک امیو (به فرانسوی: Jacques Amyot) نویسنده و مترجم قرن شانزدهم میلادی اهل فرانسه است.